# Харлампеево
Харлампе́ево — деревня в Шатурском муниципальном районе Московской области, в составе сельского поселения Радовицкое. Расположена в юго-восточной части Московской области. Население — 164 чел. (2010). Деревня известна с 1626 года.

## Название
В письменных источниках деревня упоминается как Харлампеево или Харлампиево (в Памятной книжке Рязанской губернии 1868 года — Харлампиева). На картах конца XVIII—XIX века деревня обозначена как Харлампеевская. Название происходит от Харлампей, старой разговорной формы личного имени Харлампий, или от фамилии Харлампеев (Харлампиев).

## Физико-географическая характеристика
Деревня расположена в пределах Мещёрской низменности, относящейся к Восточно-Европейской равнине, на высоте 123 м над уровнем моря. Рельеф местности равнинный. Со всех сторон деревня окружена полями. В 0,3 км к востоку от деревни протекает река Чальца.
По автомобильной дороге расстояние до МКАД составляет около 151 км, до районного центра, города Шатуры, — 62 км, до ближайшего города Спас-Клепики Рязанской области — 39 км. Ближайший населённый пункт — деревня Обухово, расположенная в 0,8 км к западу от Харлампеева.
Деревня находится в зоне умеренно континентального климата с относительно холодной зимой и умеренно тёплым, а иногда и жарким, летом. В окрестностях деревни распространены торфяно-болотные и дерново-подзолистые почвы с преобладанием песков и супесей.
В деревне, как и на всей территории Московской области, действует московское время.

## История

### С XVII века до 1861 года
В XVII веке деревня Харлампеево входила в Ильмянскую кромину волости Муромское сельцо Владимирского уезда Замосковного края Московского царства. Первым известным владельцем деревни был Василий Матвеевич Бутурлин, представитель дворянского рода Бутурлиных. В 7134 (1626/27) году поместье Бутурлина, в том числе и деревня Харлампеево, было дано его вдове Катерине и сыну Василию. В писцовой книге Владимирского уезда 1637—1648 годов Харлампеево описывается как деревня на речке Чальце с 10 дворами, при деревне имелись пахотные земли среднего качества и сенокосные угодья:

Деревня Харлампеево на речке на Гальце, а в ней двор прикащиков, а в нём живёт деловой человек Гришка Микитин да сын его Климно. Да крестьян двор Трофимка Семенов да сын его Ивашко. Двор Петрушка Никифоров да сын его Трофимко. Двор Гришка Константинов да зять его Ларька Иванов. Двор Кондрашко Исаев да сын его Бориска. Да бобылей двор Моска Давыдов да сын его Симонко. Двор Венедиктко, прозвище Ондрейчко, Никитин да пасынки его Харитонко да Андрюшко Михайловы. Двор Ерофейко Кондратьев. Да пустых бобыльских дворов: двор Ивашка Ерофеева сына Пятышина да сына его Максимка, бежали безвестно во 147 году; двор Мишки Лукьянова да сына его Тихонка, да пасынка Петрушки Лукьянова, бежали безвестно во 145 году; место дворовое бобыля Васки Кондратьева сына, прозвище Кочата, да сына его Гришки, бежали безвестно во 144 году. Пашни паханые, середние земли сорок девять чет с третником, да лесом поросло две чети без пол-пол-третника в поле, а в дву по тому ж; сена около поль пятнадцать копен
В результате губернской реформы 1708 года деревня оказалась в составе Московской губернии. После образования в 1719 году провинций деревня вошла во Владимирскую провинцию, а с 1727 года — во вновь восстановленный Владимирский уезд.
В 1778 году образовано Рязанское наместничество (с 1796 года — губерния). Впоследствии вплоть до начала XX века Харлампеево входило в Егорьевский уезд Рязанской губернии.
По данным X ревизии 1858 года, деревня принадлежала генерал-майору Хрущеву Николаю Петровичу. По сведениям 1859 года Харлампеево — владельческая деревня 2-го стана Егорьевского уезда по правую сторону Касимовского тракта, при колодцах. На момент отмены крепостного права владельцем деревни был помещик Хрущев.

### 1861—1917
После реформы 1861 года из крестьян деревни было образовано одно сельское общество, которое вошло в состав Дубровской волости.
В 1883 году в деревне был крупный пожар, сгорело 20 дворов.
В 1885 году был собран статистический материал об экономическом положении селений и общин Егорьевского уезда. В деревне было общинное землевладение. Земля была поделена по работникам. Практиковались переделы мирской земли — пашня делилась с разной периодичностью, а луга — ежегодно. В общине отсутствовал лес, в связи с чем крестьянам приходилось покупать дрова для отопления изб. Надельная земля состояла из одного участка, в центре которого находилась деревня. Дальние полосы отстояли от деревни в 2 версты. Пашня была разделена на 60 участков. Земли не хватало, и 11 домохозяев арендовали 18 десятин луга за 90 рублей.
Почвы были супесчаные и песчаные. Пашни частично низменные, частично — бугристые. Луга в основном плохие. Прогоны были удобные. В деревне было 4 пруда и 30 колодцев, но вода во многих колодцах была плохого качества. Своего хлеба хватало, но на продажу не бывало. Сажали рожь, овёс, гречиху и картофель. У крестьян было 82 лошади, 131 корова, 474 овцы, 119 свиней, а 171 колодка пчёл. Избы строили деревянные, крыли деревом и железом, топили по-белому.
Деревня входила в приход села Ильмяны (Покров), там же находилась ближайшая школа. В самой деревне имелся пожарный сарай, бакалейная и чайная лавки, три ветряных мельницы. Кроме того, крестьянин деревни Дубровки поставил на общественной земле кабак, с которого община получала 260 рублей в год. Главным местным промыслом было плетение лаптей, которым занимались исключительно женщины. Многие мужчины занимались отхожими промыслами, в основном плотничеством. На заработки уходили преимущественно в Московскую губернию, а также в Пронский и Зарайский уезд.
По данным 1905 года основными промыслами в деревне были плотничество и плетение лаптей. В деревне имелась церковно-приходская школа, в которой обучалось 44 мальчика и 36 девочек, а также ветряная мельница. Ближайшее почтовое отделение и земская лечебница находились в селе Дмитровский Погост.

### 1917—1991
В 1919 году деревня Харлампеево в составе Дубровской волости была передана из Егорьевского уезда во вновь образованный Спас-Клепиковский район Рязанской губернии. В 1921 году Спас-Клепиковский район был преобразован в Спас-Клепиковский уезд, который в 1924 году был упразднён. После упразднения Спас-Клепиковского уезда деревня передана в Рязанский уезд Рязанской губернии. В 1925 году произошло укрупнение волостей, в результате которого деревня оказалась в укрупнённой Архангельской волости. В ходе реформы административно-территориального деления СССР в 1929 году деревня вошла в состав Дмитровского района Орехово-Зуевского округа Московской области. В 1930 году округа были упразднены, а Дмитровский район переименован в Коробовский.
В 1930 году деревня входила в Харлампеевский сельсовет. В 1936 году сельсовет был упразднён, а деревня передана Обуховскому сельсовету. В 1954 году Обуховский и Шелогуровский сельсоветы объединены во вновь образованный Харлампеевский сельсовет.
В конце 1930-х годов жертвой политических репрессий стал один житель деревни — Петров Евгений Михайлович.
Тридцать один уроженец деревни был награждён боевыми орденами и медалями Великой Отечественной войны.
В 1953 году в деревне находилось правление колхоза имени Булганина.
3 июня 1959 года Коробовский район был упразднён, Харлампеевский сельсовет передан Шатурскому району.
С конца 1962 года по начало 1965 года Харлампеево входило в Егорьевский укрупнённый сельский район, созданный в ходе неудавшейся реформы административно-территориального деления, после чего деревня в составе Харлампеевского сельсовета вновь передана в Шатурский район.

### С 1991 года
В 1994 году в соответствии с новым положением о местном самоуправлении в Московской области Харлампеевский сельсовет был преобразован в Харлампеевский сельский округ. В 2005 году образовано сельское поселение Радовицкое, в которое вошла деревня Харлампеево.

## Население
| 1858 | 1859 | 1868 | 1885 | 1905 | 1970 | 1993 |
| ---- | ---- | ---- | ---- | ---- | ---- | ---- |
| 570  | ↘541 | ↗605 | ↗671 | ↗857 | ↘247 | ↘210 |
| 2002 | 2006 | 2010 |      |      |      |      |
| ↘138 | ↗162 | ↗164 |      |      |      |      |

Первые сведения о жителях деревни встречаются в писцовой книге Владимирского уезда 1637—1648 гг., в которой учитывалось только податное мужское население (крестьяне и бобыли). В деревне Харлампеево было 10 дворов: один двор приказчика, четыре крестьянских двора, в которых проживало 8 мужчин, и пять бобыльских дворов с шестью бобылями (7 бобылей числились в бегах).
В переписях за 1858 (X ревизия), 1859 и 1868 годы учитывались только крестьяне. Число дворов и жителей: в 1850 году — 82 двора; в 1858 году — 265 муж., 305 жен.; в 1859 году — 98 дворов, 226 муж., 315 жен.; в 1868 году — 98 дворов, 285 муж., 320 жен.
В 1885 году был сделан более широкий статистический обзор. В деревне проживало 656 крестьян (113 дворов, 313 муж., 343 жен.), из 115 домохозяев пятеро не имели своего двора, а у 3 было по две избы. Кроме того, в деревне проживало 3 семьи крестьян, не приписанные к крестьянскому обществу (3 двора, 8 муж., 7 жен.). На 1885 год грамотность среди крестьян деревни составляла 7 % (49 человек из 656), также 17 мальчиков посещали школу.
В 1905 году в деревне проживал 857 человек (130 дворов, 423 муж., 434 жен.). Со второй половины XX века численность жителей деревни постепенно уменьшалась: в 1970 году — 127 дворов, 247 чел.; в 1993 году — 104 двора, 210 чел.; в 2002 году — 138 чел. (60 муж., 78 жен.).
По результатам переписи населения 2010 года в деревне проживало 164 человека (78 муж., 86 жен.), из которых трудоспособного возраста — 84 человека, старше трудоспособного — 60 человек, моложе трудоспособного — 20 человек. Жители деревни по национальности в основном русские (по переписи 2002 года — 98 %).

## Социальная инфраструктура
В деревне имеется магазин (ранее функционировал сельский клуб и библиотека). Медицинское обслуживание жителей деревни обеспечивают фельдшерско-акушерский пункт в деревне Голыгино, Радовицкая участковая больница и Шатурская центральная районная больница. Ближайшее отделение скорой медицинской помощи расположено в Дмитровском Погосте. Среднее образование жители деревни получают в Радовицкой средней общеобразовательной школе.
Пожарную безопасность в деревне обеспечивает пожарная часть № 293, а также пожарные посты в деревне Евлево, селе Дмитровский Погост (пожарная часть № 275) и в посёлке санатория «Озеро Белое» (пожарная часть № 295).
Деревня электрифицирована, но не газифицирована. В соответствии с Программой «Развитие газификации в Московской области до 2017 года» подведение газа к деревне не планируется. Центральное водоснабжение отсутствует, потребность в пресной воде обеспечивается общественными и частными колодцами.
- Сельский клуб
- Магазин
- Общественный колодец

## Транспорт и связь
Рядом с деревней проходит асфальтированная автомобильная дорога общего пользования МЕТК-Подлесная-Радовицкий мох, на которой имеется остановочный пункт маршрутных автобусов «Харлампеево».
Деревня связана автобусным сообщением с селом Дмитровский Погост (маршрут № 42), городом Егорьевском (маршрут № 67) и Москвой (маршруты № 332). Прямой автобусный маршрут, связывающий деревню с районным центром городом Шатурой, отсутствует. Ближайшая железнодорожная станция Кривандино Казанского направления находится в 52 км по автомобильной дороге.
В деревне доступна сотовая связь (2G и 3G), обеспечиваемая операторами «Билайн», «МегаФон» и «МТС».
Ближайшее отделение почтовой связи, обслуживающее жителей деревни, находится в посёлке Радовицкий.